# Stribog

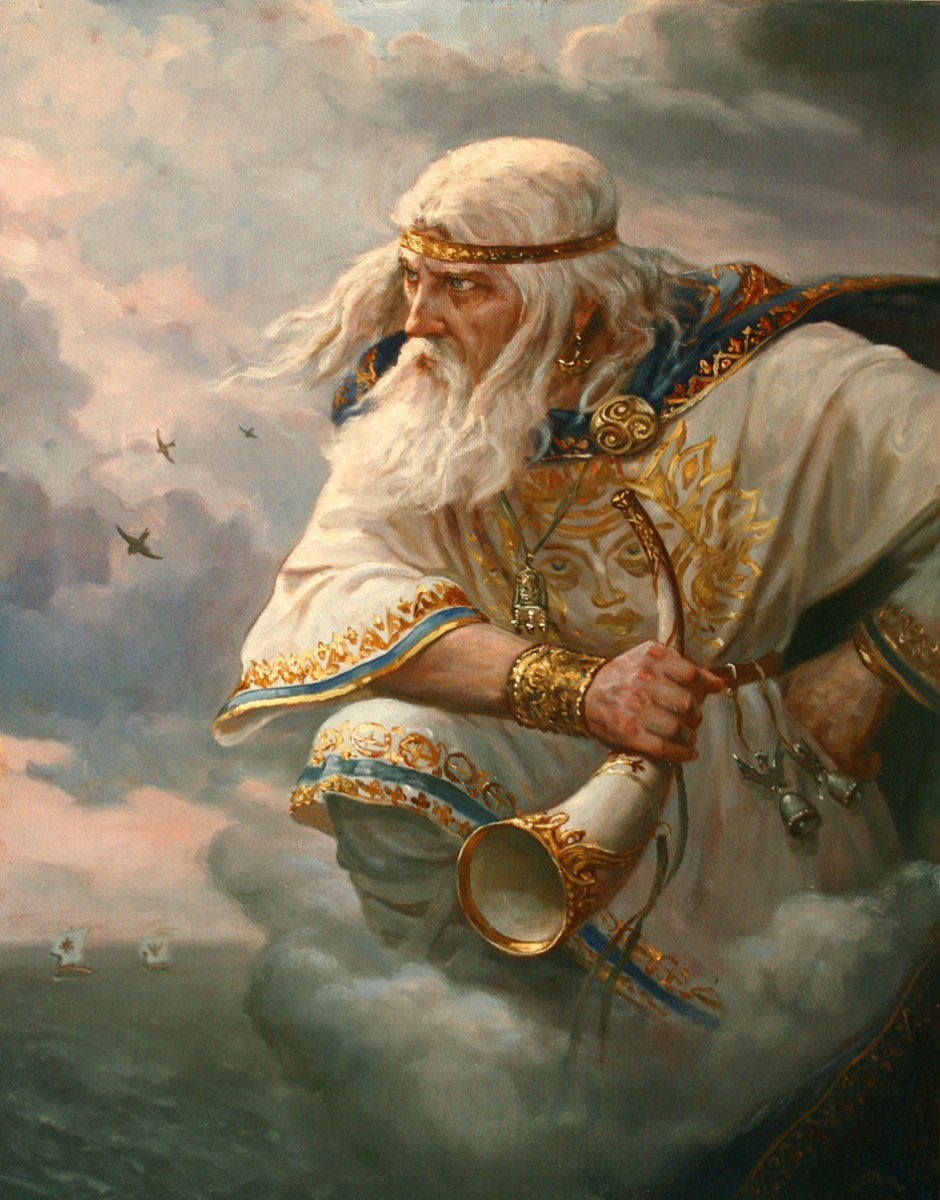
Stribog by Andrey Shishkin

Stribog (fornslaviska: Стрибогъ, bulgariska, makedonska, montenegrinska, ryska, serbiska, ukrainska: Стрибог, vitryska: Стрыбог, bosniska, kroatiska, slovakiska, slovenska, tjeckiska: Stribog, polska: Strzybóg) är i slavisk mytologi en gudom med en inte helt klar funktion, möjligen vindarnas gud eller i förbund med atmosfären.

## Om Stribog i skriftliga källor
Enligt Nestorskrönikan blev Stribogs avgudabild, som en av de sex viktigaste, uppställd i Kiev år 980 av furst Vladimir:
| ”                             | Och Vladimir började härska som ensam furste i Kiev och han ställde upp avgudar på en kulle utanför slottsborgen: Perun av trä, men med huvud av silver och skägg av guld, och Chors, Dazjbog, Stribog och Simargl samt Mokosj. | „ |
| – Nestorskrönikan, cirka 1113 | |   |

Stribog, kommer från fornryskans стрый (дядя, брат отца, djadja, brat otsa) med betydelsen "farbror", en "gammal gud", "vindarnas farbror", som omnämns i Igorkvädet: 
| ” | Vindarna, Stribogs ättlingar, fläkta pilar från havet på Igors tappra leder. | „ |

På grund av detta fragment anses Stribog vara vindguden.
Stribog är även omnämnd i de fornryska predikningarna mot hedendomen.

## Etymologi
Enligt lingvisten Gamkrelidze härstammar det etymologiska namnet Stribog från det indoeuropeiska ordet *dievas-pater (Himlens fader). Under tidens gång har delar av ordet bytt plats, och under de nära kontakterna mellan slaverna och iransktalande folkstammar (skyterna) har *dievas bytts ut mot iranskans *baga (→ fornslaviskans *bogъ, bog) med betydelsen "gud". Indoeuropeiska *pater ändrades av slaverna till "stri".
Den ryske lingvisten Trubatjov anser att försöken att hitta indoeuropeiska eller iranska arkaismer i ordet Stribog är konstruerade. Han menar att första delen av ordet är fornslaviskans *sterti (распространять, простирать, rasprostranjat, prostirat) med betydelsen "utsprida", "utbreda", och anser att med Stribog avses någon besjälad naturkraft (uppenbarligen vinden).